# A Dangerous Method
A Dangerous Method fra 2011 er en historisk film instrueret af David Cronenberg med Keira Knightley, Viggo Mortensen, Michael Fassbender og Vincent Cassel. Manuskriptet af forfatteren Christopher Hampton var en bearbejdelse af hans teaterstykke The Talking Cure (2002), som var baseret på John Kerrs bog A Dangerous Method: The History of Jung, Freud and Sabina Spielrein (1993).
Filmen markerer det tredje samarbejde mellem Cronenberg og Viggo Mortensen i træk (efter A History of Violence og Eastern Promises). Dette er også den tredje film, som Cronenberg har lavet med den britiske filmproducer Jeremy Thomas deres fælles filmatisering af William S. Burroughs' Naked Lunch og af J.G. Ballards Crash. A Dangerous Method var en tysk/canadisk co-produktion. Filmen havde premiere på den 68. Venedig Film Festival og var også med på Toronto International Film Festival i 2011.
A Dangerous Method forgår på tærsklen til første verdenskrig og beskriver de turbulente forhold mellem Carl Jung, grundlægger af analytisk psykologi; Sigmund Freud, grundlæggeren af disciplinen psykoanalysen; og Sabina Spielrein, oprindeligt en af Jungs patienter, der senere blev læge og en af de første kvindelige psykoanalytikere.